# مايكل ليزر
مايكل ليزر (بالإنجليزية: Michael Laser)‏ (14 سبتمبر 1954، نيويورك في الولايات المتحدة)؛ روائي أمريكي.